# Kalifat
Kalifat (arab. خلافة chilāfa) – islamski ustrój polityczny, w którym głową państwa jest kalif (arab. خليفة chalīfa). Odpowiednik zachodnioeuropejskiego cesarstwa.

## Historyczne kalifaty
- Wielki Kalifat Islamski – państwo powstałe po śmierci Mahometa w 632 roku, rządzone do 661 roku przez kalifów prawowiernych; upadło wraz z podbojem Egiptu przez Imperium Osmańskie w 1517 roku[potrzebny przypis]
- Kalifat Umajjadów – państwo we władaniu dynastii Umajjadów, panujących w latach 661–750
- Kalifat Bagdadzki – państwo we władaniu dynastii Abbasydów, panujących w latach 750–1258
- Kalifat Egipski – państwo we władaniu dynastii Fatymidów, panujących w latach 909–1171
- Kalifat Kordoby – państwo we władaniu dynastii Umajjadów w latach 929–1031, dawny Emirat Kordoby (756–929), potem podzielony na taify
- Kalifat Almohadów – państwo istniejące w latach 1130–1269 w Afryce Północnej i na Półwyspie Iberyjskim we władaniu Almohadów
- Kalifat osmański – sułtani Imperium Osmańskiego posługiwali się tytułem kalifa od 1517 (osmański podbój Egiptu)[1] do 1924 (obalenie instytucji kalifatu po powstaniu Republiki Tureckiej)[1][2]
- Kalifat Sokoto – państwo islamskie w Nigerii w latach 1774–1903, potem zajęte przez Brytyjczyków i włączone w granice kolonii Nigeria

## Współcześnie
- Państwo Islamskie – kalifat ogłoszony 29 czerwca 2014 roku na terenie Syrii i Iraku (upadły w 2019 roku).